# Вовк Зоряна Євгенівна
Зоряна Євгенівна Вовк (нар. 30 січня 1987, с. Джурин, Україна) — українська співачка, ведуча.

## Життєпис
Зоряна Вовк народилася 30 січня 1987 року в селі Джурин Чортківського району Тернопільської області України.
Змалечку проживала в Бучачі.
Закінчила Бучацьку музичну школу (клас бандури), Інститут мистецтв при Тернопільському національному педагогічному університеті (магіст мистецтв). Працює у Палаці культури «Березіль» ім. Леся Курбаса м. Тернопіль — завідувачка відділом культмасової роботи художньої самодіяльності (від 2009). Від 2010 — солістка Тернопільського муніципального духового Оркестру «Оркестра волі».
У 2008 — переможниця телепроєкту «Караоке на майдані».

## Творчість
З 2010 року співпрацює із поетесою Лесею Любарською, піснярем-бардом Олександром Смиком. Перша пісня — «Соломія», з якою брала участь у телепроєкті на Першому національному каналі «Рекорд української пісні» (2012).
Пісні Зоряни в ротації на київській, львівській, чернівецькій і тернопільській радіохвилях.[джерело?]

## Дискографія
- 2017 — Дякую, Боже[1].

## Відзнаки
- лауреат І премії Першого європейського міжконфесійного фестивалю-конкурсу «Я там, де є благословіння» (2011)
- дипломант фестивалю сучасної пісні та популярної музики «Червона рута» (м. Маріуполь, 2017)[1]
- лауреат премій Міжнародного фестивалю мистецтв «Пісенний Спас» ім. Володимира Шинкарука у номінації «Конферансьє» — І місце та «Виконавець естрадної пісні» — ІІ місце (м. Житомир, 2018)

## Цікаві факти
- Пісня Зоряни «А ти пиши» потрапила у ТОП 100 кращих пісень 2017 року[2]